# Monier Monier-Williams
Pour les articles homonymes, voir Monier et Williams.
Monier Monier-Williams (Bombay, Inde, 12 novembre 1819 - Cannes, France, 11 avril 1899) est un indianiste britannique qui enseigne les langues orientales en Angleterre et compile un des dictionnaires sanskrit-anglais les plus couramment employés.

## Biographie
Monier-Williams est le fils du colonel Monier Williams, surveyor-general de la Présidence de Bombay. Il entre, en 1837, au Balliol College de l'université d'Oxford, puis enseigne le sanskrit, le persan et l'hindî à l'université Haileybury de la Compagnie anglaise des Indes orientales de 1844 jusqu'en 1858, année où l'Inde passe sous le gouvernement de la Couronne britannique à la suite de la révolte des cipayes.
Il enseigne ensuite les langues orientales pour une dizaine d'années à Cheltenham, puis est élu à la chaire Boden de sanskrit de l'université d'Oxford, à la suite d'Horace Hayman Wilson, son premier titulaire, qui avait commencé, dès sa nomination à ce poste en 1831, la collection de manuscrits en sanskrit de l'université. Il s'est opposé dans cette élection, qui a connu un importante répercussion publique, à Max Müller le candidat le plus évident et qui le dépassait largement en connaissances et en talent littéraire, mais dont les idées religieuses étaient considérées comme trop libérales. En effet, Monier-Williams ne cachait pas que, pour lui, l'un des buts des études orientalistes était de faciliter la propagation du christianisme.
Dans le domaine particulier du sanscrit, Monier-Williams n'a cependant rien à envier à son opposant et il fait honneur à la chaire en produisant un certain nombre de travaux de qualité comme ses dictionnaires sanskrit-anglais et anglais-sanskrit, sa Sagesse indienne (Indian Wisdom, 1875), une anthologie de la littérature en sanskrit et sa traduction de La Reconnaissance de Shâkountalâ (1853). Au cours de ses dernières années, il s'intéresse particulièrement aux religions indigènes de l'Inde et écrit des ouvrages sur le brahmanisme, le bouddhisme et l'hindouisme qui connaissent une certaine notoriété.
Sa réalisation majeure reste cependant la création de l'Institut indien d'Oxford. Il présente ce projet devant l'Université en 1875 et est allé solliciter en Inde, cette même année, la suivante puis encore en 1883, l'aide financière et morale de princes indiens et de personnalités britanniques importantes. Il reçoit une importante donation de Lord Brassey et en novembre 1880, le projet est retenu par l'université qui laisse à sa charge l'acquisition d'un terrain et la construction d'un bâtiment. Des fonds sont levés et le prince de Galles vient poser, en mai 1883, la première pierre en souvenir de son voyage en Inde. Le bâtiment est terminé en 1896 et l'Institut, qui offre un enseignement tant académique qu'orienté vers la formation de fonctionnaire pour l'administration des Indes (Indian Civil Service), fonctionne jusqu'à l'indépendance indienne en 1947.
Sa santé déclinante l'oblige à quitter son poste de professeur, mais il continue à travailler jusqu'à sa mort à Cannes en 1899.